# Zaer

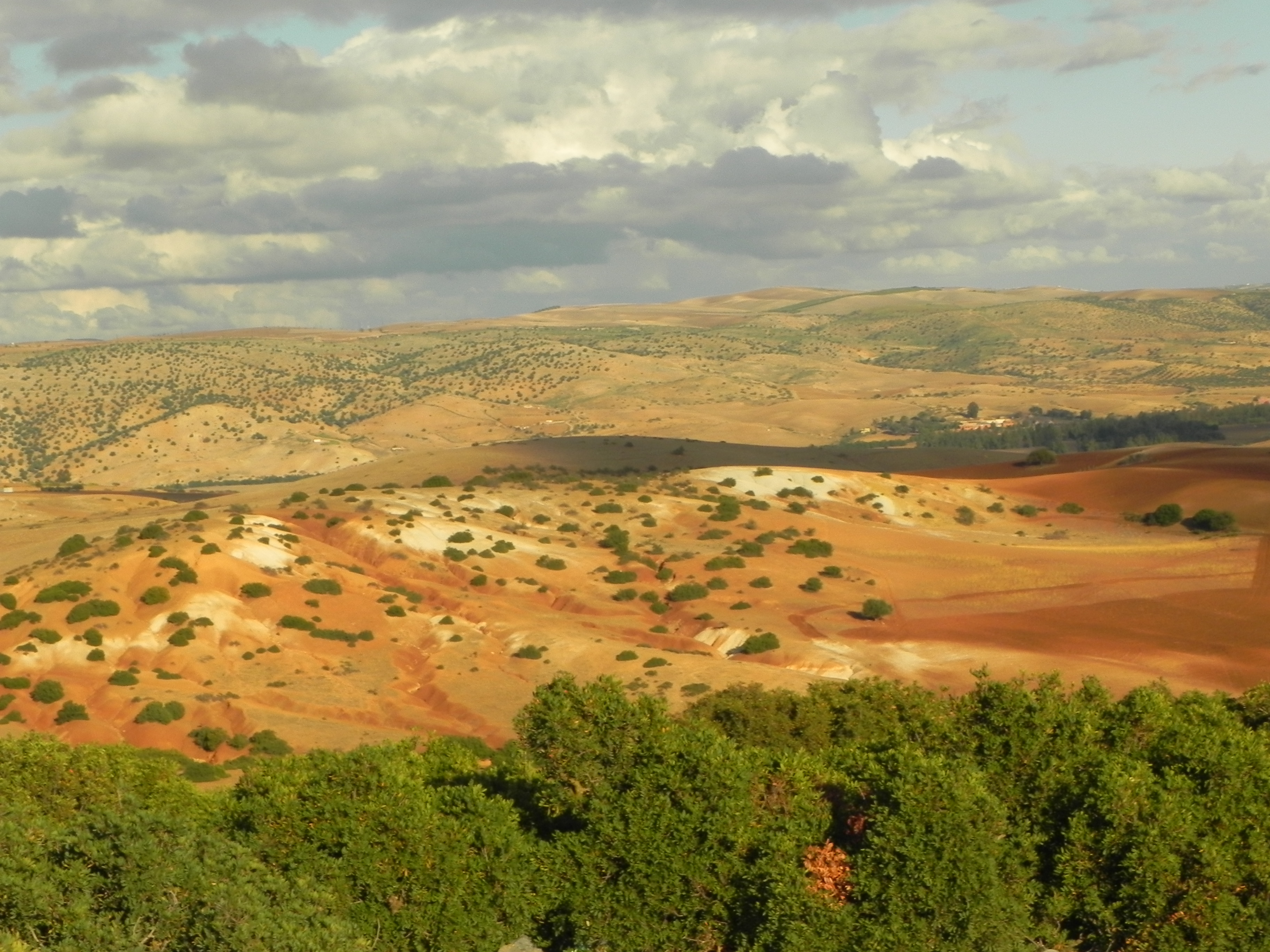
Hügellandschaft bei Khémisset

Zaer oder Zaër (arabisch زعير, DMG Zaʿīr) bezeichnet eine fruchtbare Hügelregion südöstlich von Rabat, der Hauptstadt Marokkos. Bis zur Neuschaffung der Regionen Marokkos tauchte der Name als Bestandteil der Region Rabat-Salé-Zemmour-Zaer auf. Heute gehört das Gebiet zu den Regionen Rabat-Salé-Kénitra und Béni Mellal-Khénifra.

## Lage
Das geografische und wirtschaftliche Zentrum des ca. 300 bis 500 m hoch gelegenen und nur von wenigen zeitweise trockenfallenden Bächen entwässerten Zaer bildet die Stadt Rommani; wichtigste Städte sind jedoch die Küstenstädte Rabat und Skhirat sowie Khénifra, Khémisset und Oulmès im Hinterland. Auch die kleineren Städte Aïn el Aouda, Sidi Yahia, Maâziz und Tiddas sind zu erwähnen. Nach Norden schließt die fruchtbare Agrarlandschaft der Gharb-Ebene an.

## Geschichte
Im 11. Jahrhundert wurden die hier siedelnden Berghouata-Berber, ein Zweig der Stammesgruppe der Masmuda, von den arabisch-stämmigen Banu Ifran aus der Küstenregion ins Hinterland vertrieben. Die neu entstandene Dynastie der Almoraviden vernichtete jedoch in der ersten Hälfte des 12. Jahrhunderts die Banu Ifran, wodurch den Berghouata die Rückkehr in ihr angestammtes Siedlungsgebiet ermöglicht wurde. Der Stamm der Zaer ist jedoch arabischer (wahrscheinlich jemenitischer) Herkunft; Leo Africanus beschreibt im 16. Jahrhundert deren Siedlungsraum zwischen den Städten Khenifra und Rabat.